# Obersee (sjö i Schweiz)
Obersee är en sjö i Schweiz. Den ligger i kantonen Glarus, i den östra delen av landet. Obersee ligger 983 meter över havet. Den högsta punkten i närheten är Rautispitz, 2 283 meter över havet, 2,1 km sydost om Obersee. Sjön avvattnas av Sulzbach.
I omgivningarna runt Obersee växer i huvudsak blandskog.